# هات‌لاین میامی
هات‌لاین میامی (انگلیسی: Hotline Miami) یک بازی ویدئویی تاپ داون شوتر است که توسط جاناتان سودرستروم و دنیز ودین ساخته شده‌است، که در مجموع به عنوان دناتون گیمز شناخته می‌شوند. این بازی توسط دیوولور دیجیتال منتشر شد و در ۲۳ اکتبر ۲۰۱۲ برای مایکروسافت ویندوز منتشر شد.